# Poder de Dios
Poder de Dios är en ort i Mexiko.   Den ligger i kommunen Tetipac och delstaten Guerrero, i den södra delen av landet, 110 km sydväst om huvudstaden Mexico City. Poder de Dios ligger 2 340 meter över havet och antalet invånare är 230.
Terrängen runt Poder de Dios är huvudsakligen kuperad, men västerut är den bergig. Runt Poder de Dios är det ganska tätbefolkat, med 111 invånare per kvadratkilometer. Närmaste större samhälle är Taxco de Alarcón, 17,7 km sydost om Poder de Dios. I omgivningarna runt Poder de Dios växer huvudsakligen savannskog.